# Tybalmia caeca
Tybalmia caeca là một loài bọ cánh cứng trong họ Cerambycidae.